# Charmosyna rubrigularis
Il lorichetto mentorosso (Charmosyna rubrigularis Sclater, 1881) è un uccello della famiglia degli Psittaculidi.
Del tutto simile al lorichetto delle palme dal quale differisce per il mento rosso molto più esteso e bordato di giallo e per segni rossi sul sottocoda. Non presenta nessun dimorfismo sessuale e ha becco, iride e zampe arancio. Ha taglia attorno ai 17 cm ed è classificato in due sottospecie molto simili tra loro: C. r. rubrigularis e C. r. karkari (quest'ultima caratterizzata da una bordatura gialla del mento molto più evidente). Vive nella nuova Britannia, nella nuova Irlanda, nell'arcipelago di Bismarck e nell'isola di Karkar, a nord-est della costa della Nuova Guinea, dove abita le foreste fino a 500 metri di altitudine.